# 마이티베어
마이티베어(본명: 김민수, 1995년 9월 6일 ~ )는 대한민국의 리그 오브 레전드 프로게이머로 아이디는 Mightybear이다. 포지션은 정글라이너이다.

## 선수 생활
2014년 12월 6일, 중국 2부리그의 포지티브 에너지에서 프로 커리어를 시작했다.
2016년 5월 18일, 팀 바이탈리티에 입단했다. 팀 바이탈리티에서 마이티베어는 초반 기회를 많이 받았으나 이후 서브 선수로 밀려났다.
2017년 2월, 락스 타이거즈에 입단했다. 스프링 시즌 락스에서 출천하면서 활약을 했다. 서머 시즌에서는 성환에 밀려서 출전을 하지 못했다.
2019시즌을 앞두고 VSG에 입단했다.
2020년 6월, 하이프레시 블레이드에 입단했다.
2021시즌을 앞두고 에스트랄 e스포츠에 입단했다. 이후 2021년 4월 23일, 팀에서 퇴단했다.

## 소속팀
| # | 팀명                | 소속 기간             | 소속 리그 | 비고 |
| - | ------------------- | --------------------- | --------- | ---- |
| 1 | 포지티브 에너지     | 2014.12.06~2016.01    | LSPL      |      |
| 2 | 팀 바이탈리티       | 2016.05.18~2017.02.20 | LEC       |      |
| 3 | 락스 타이거즈       | 2017.2.20~2018.10.05  | LCK       |      |
| 4 | VSG                 | 2018.12.12~2019.10.01 | CK        |      |
| 5 | 하이프레시 블레이드 | 2020.06.10~2020.11.17 | CK        |      |
| 6 | 에스트랄 e스포츠    | 2020.12.30~2021.04.23 | LLA       |      |

## 수상 내역
- 제닉스 리그 오브 레전드 챌린저스 코리아 스프링 2019 준우승